# مقبرة أليغيني

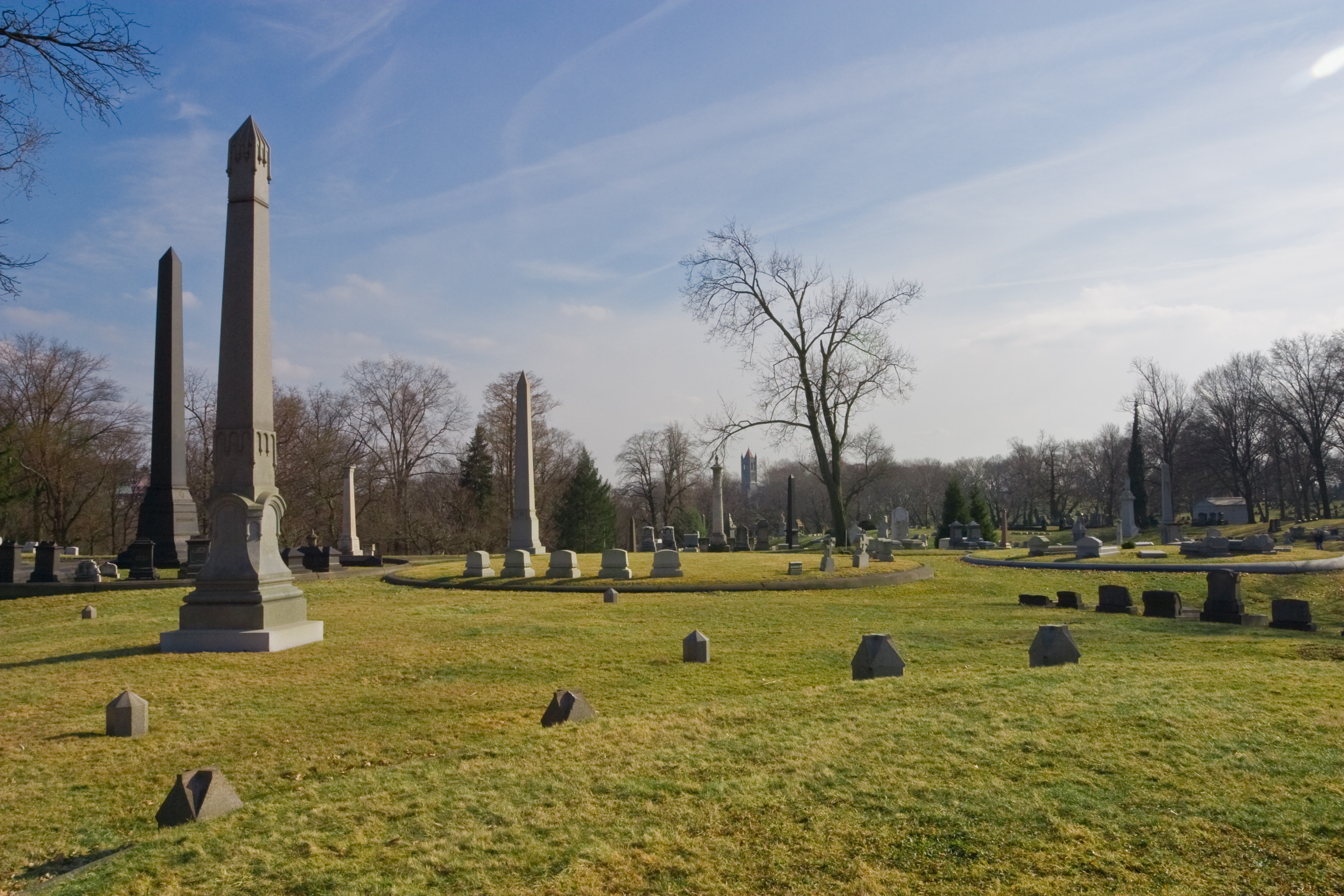
صورة من داخل المقبرة

مقبرة أليغيني (بالإنجليزية: Allegheny Cemetery)‏ هي إحدى أكبر وأقدم المقابر في بيتسبرغ بولاية بنسلفانيا الأمريكية.
تقع مقبرة أليغيني في حي لورنسفيل، على منحدرات التلال المتاخمة لنهر أليغيني، ويحدها حي بلومفيلد وحي غارفيلد ومرتفعات ستانتون. وهي لا تختص بطائفة دينية معينة.
تعد مقبرة أليغيني سادس أقدم مقبرة ريفية في الولايات المتحدة الأمريكية، وقد توسعت على مر السنين لتصل مساحتها حاليًا إلى 300 أكر (120 هكتار)، وتضم رفات أكثر من 124 شخص.
من أقدم القبور في مقبرة أليغيني قبور بعض الجنود الذين خاضوا الحرب الفرنسية والهندية، وكانت قد نُقلت إلى المقبرة من مدفنها الأصلي في كاتدرائية الثالوث في وسط مدينة بيتسبرغ. وقد دُفن العديد من المشاهير في هذه المقبرة.
أُدرجت المقبرة سنة 1980 في السجل الوطني للأماكن التاريخية. وذُكرت في الفيلم الوثائقي «مقبرة مميزة» (بالإنجليزية: A Cemetery Special)‏ الذي أنتجته شبكة بي بي إس التلفزيونية سنة 2005.

## مشاهير دُفنوا في المقبرة
- توماس شيلدز كلارك (1860 ـ 1920): فنان تشكيلي.
- توماس ويليامز (1806 ـ 1872): عضو بالكونغرس في زمن الحرب الأهلية الأمريكية.
- جوش جيبسون (1911 ـ 1947): لاعب بيسبول شهير في دوري البيسبول الأمريكي للزنوج.
- جيمس هاي ريد (1853 ـ 1927)
- ستيفن فوستر (1826 ـ 1864): كاتب أغانٍ.
- والتر فوروارد (1786 – 1852): وزير خزانة أمريكي.
- بقايا لم يتم التعرف عليها لأربعة وخمسين من ضحايا انفجار ترسانة أليغيني سنة 1862.

## معرض صور

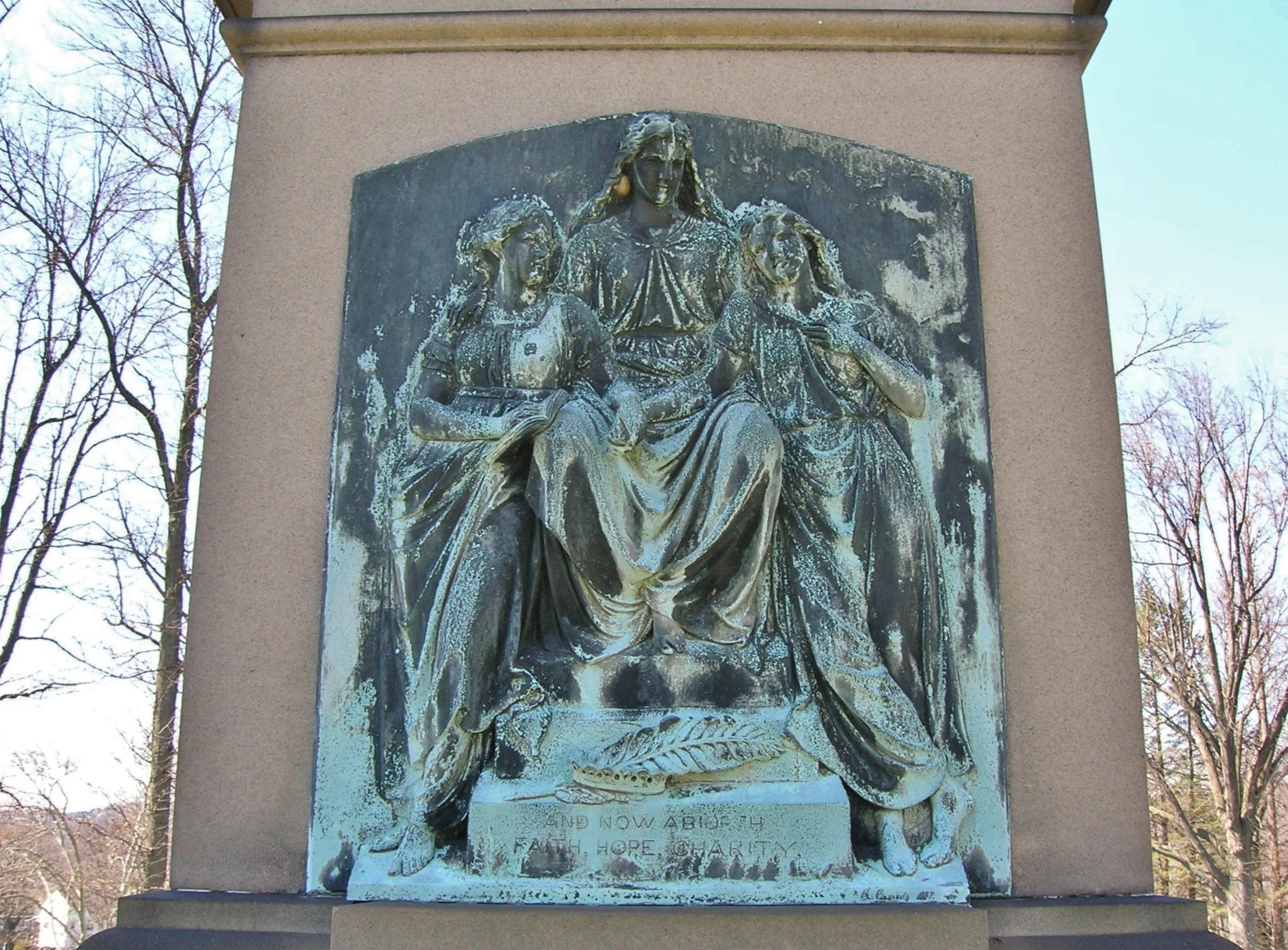
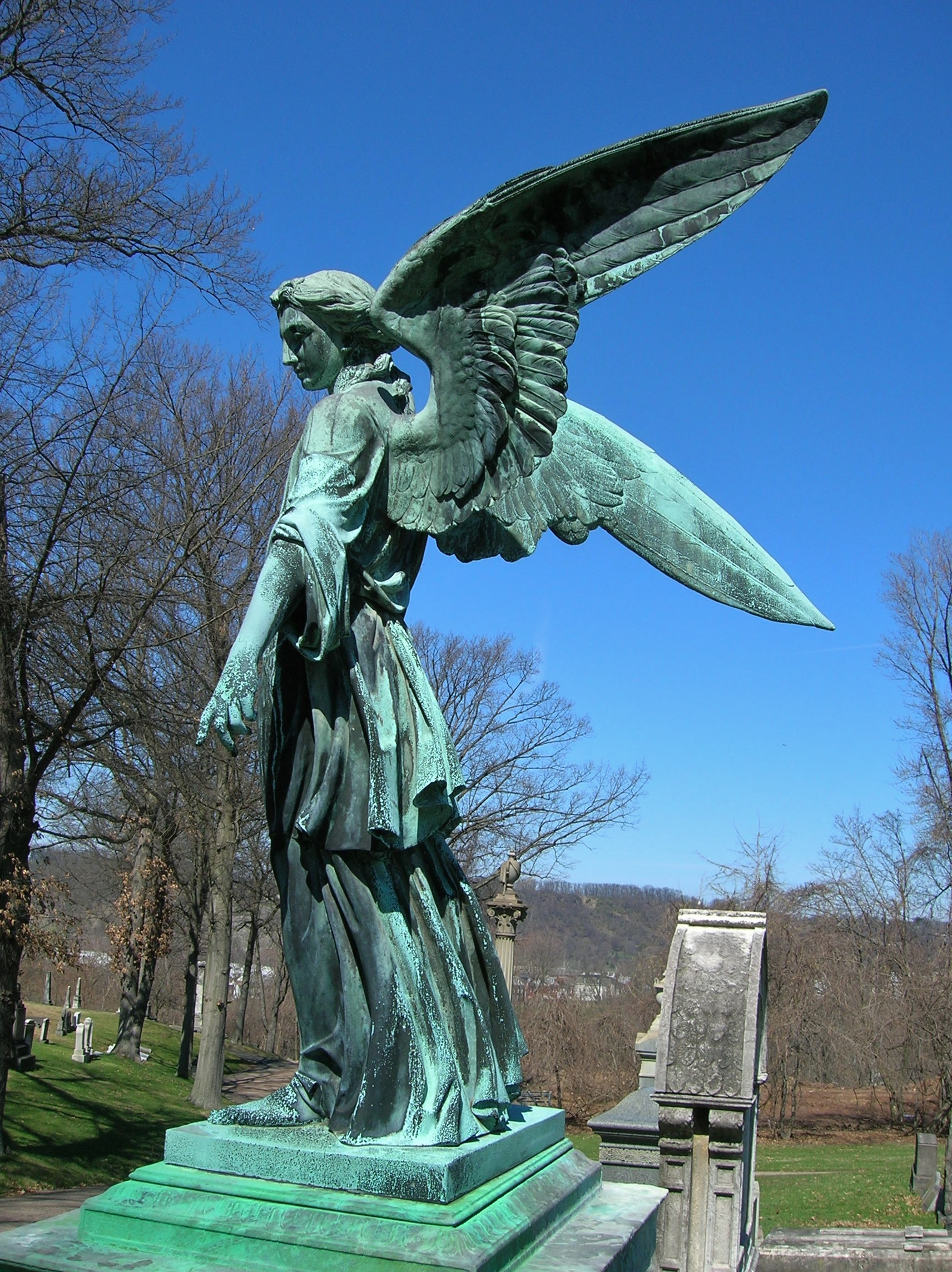
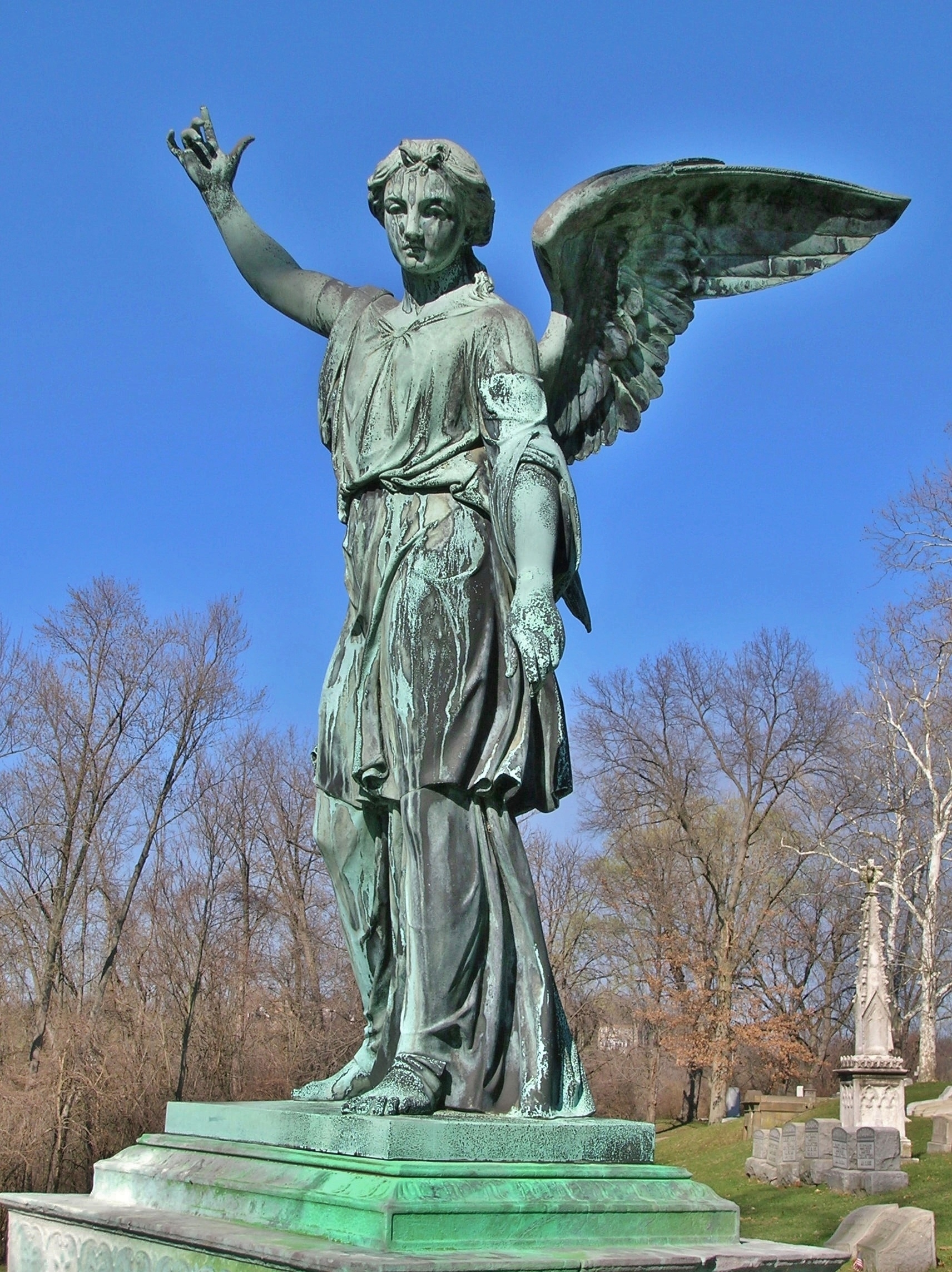